# 椎名落川
椎名落川（しいなおとしかわ）は、埼玉県久喜市を流れる水路である。椎名落（しいなおとし）とも称される。

## 概要
埼玉県久喜市のわし宮団地の西側より団地の南側を沿うように流れる。主として久喜市上内・古久喜・野久喜を流れる。上流域には水田が残り、下流域は久喜パークタウン地区の都市開発により市街地となっている。終点は中落堀川である。詳細な流路に関しては以下の流路節を参照されたい。中落堀川との合流地点には古久喜公園というビオトープが所在している。

## 流路
- 久喜市のわし宮団地南側を沿うように流れる。
- 上内の亀尻、間之道を流れる。
- 上内の東側、古久喜字市ノ坪西側で稲荷台用水と立体交差する。（稲荷台用水は椎名落川の上を通過し北側へ流れる。）
- 野久喜字香取を流れる。
- さいたま栗橋線を東側へ横断する。
- 久喜北2丁目を南東へ流れる。
- 久喜市立久喜北小学校西側で南南西へ流路を変える。
- ビオトープ（古久喜公園）の東側を流れる。
- 中落堀川へ合流し終点となる。
- 終点：中落堀川

## 橋梁
- （わし宮団地東側道路）
- （さいたま栗橋線）
- （中落堀川北側側道）